# Munkfors (comuna)
Munkfors (em sueco: Munkfors kommun) é uma comuna da Suécia localizada no condado de Varmlândia. Sua capital é a cidade de Munkfors. Possui 142 quilômetros quadrados e segundo censo de 2018, havia 3 789 habitantes.